# Selenophorus nanulus
Selenophorus nanulus är en skalbaggsart som beskrevs av Thomas Casey. Selenophorus nanulus ingår i släktet Selenophorus och familjen jordlöpare. Inga underarter finns listade i Catalogue of Life.